# سام باري (صحفي)
سام باري (بالإنجليزية: Sam Barry)‏ هو كاتب العمود وصحفي أمريكي، ولد في 26 يناير 1957 في أرمونك، نيويورك في الولايات المتحدة.